# Harold Newell
Harold Newell (* unbekannt; † 1944) war ein englischer Fußballspieler.

## Sportlicher Werdegang
Newell schloss sich 1936 von Crystal Palace kommend dem französischen Zweitdivisionär US Boulogne an, der erst kurz zuvor professionellen Status angenommen hatte. Der Klub hatte seinen Landsmann Ernest Payne als Spielertrainer verpflichtet, der neben Newell mit Robert Cowan einen weiteren Engländer zum Klub holte. Während der Stürmer mit dem Klub in der Liga-Spielzeit 1936/37 einen Mittelfeldplatz belegte, reüssierte der Zweitligist im französischen Pokalwettbewerb 1936/37 und erreichte nach Erfolgen über die Erstligisten FC Mulhouse, Racing Roubaix und Racing Paris das Semifinale. Dort setzte sich der spätere Titelträger FC Sochaux jedoch mit einem deutlichen 6:0-Heimsieg durch.
In der Spielzeit 1938/39 wies US Boulogne mit 84 Saisontoren den viertbesten Angriff der Meisterschaft auf, Newell hatte daran mit 39 Saisontoren einen wesentlichen Anteil. Gleichauf mit Fernand Planquès vom kurz zuvor gegründeten und später aufgelösten FC Toulouse wurde er damit Torschützenkönig. Dennoch reichte es im Endklassement nur zum zehnten Tabellenplatz, da der Klub mit 85 Gegentoren auch die fünftschlechteste Defensive stellte.
Newell wechselte anschließend zu AS Saint-Étienne in die Division 1. Aufgrund des Ausbruchs des Zweiten Weltkriegs wurde der Spielbetrieb in die später inoffiziell gewerteten Kriegsmeisterschaften überführt, so dass er kein formales Erstligaspiel bestritt.